# Viola leunisii
Viola leunisii är en violväxtart som beskrevs av Borbás. Viola leunisii ingår i släktet violer, och familjen violväxter. Inga underarter finns listade i Catalogue of Life.